# マイレ＝ブレゼ (駆逐艦)

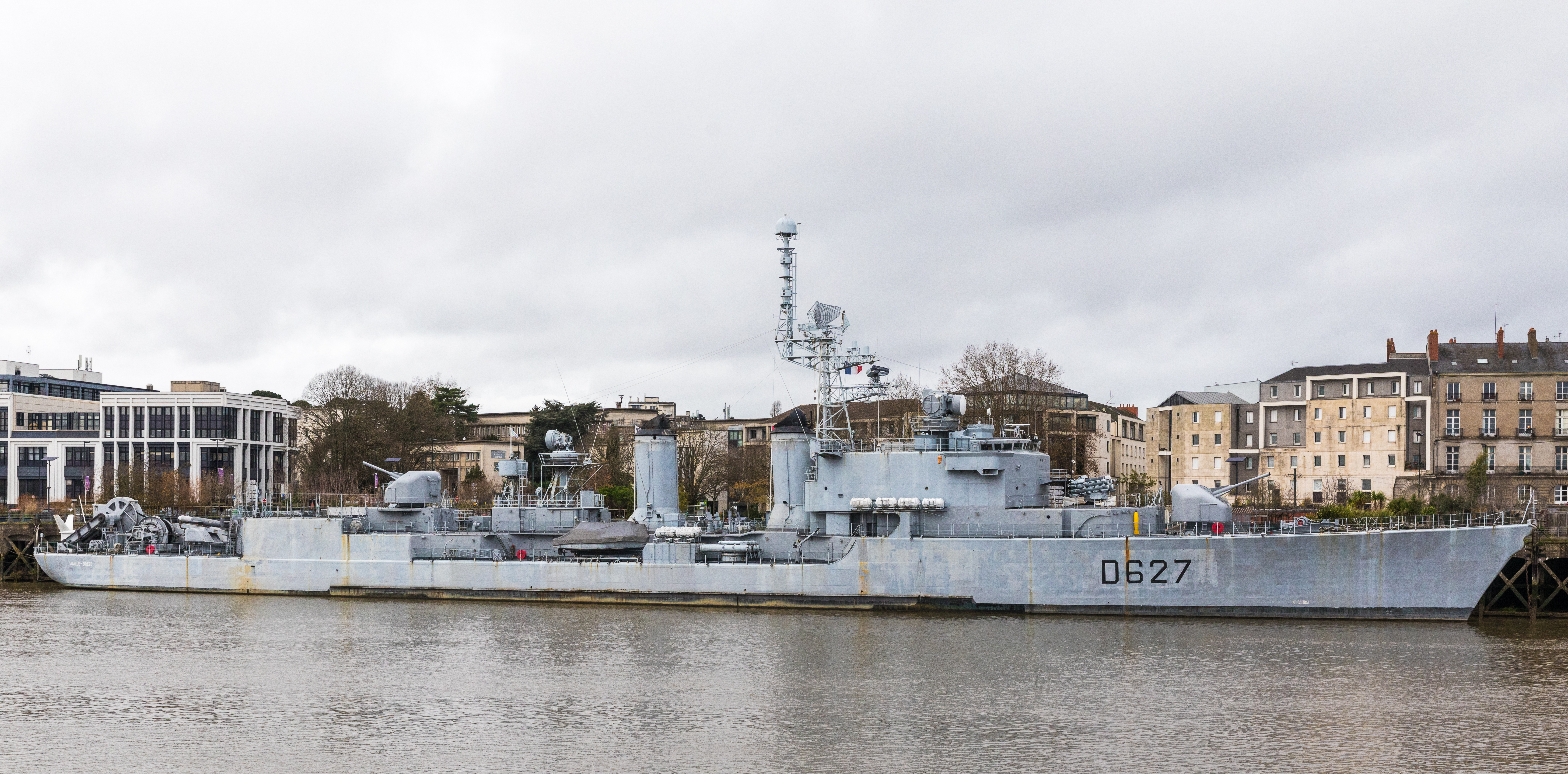

マイレ＝ブレゼ（Maillé-Brézé）は、フランス海軍のT47級駆逐艦。1957年5月4日に就役し、フランスの提督ジャン・アルマン・ド・マイレ・ブレゼ (ブレゼ侯マイレ、1619‐1646) にちなんで名付けられた。

## 艦歴
1962年3月2日、マイレ・ブレゼは他の4隻の駆逐艦とともに、秘密軍事組織に対抗するためアルジェに新たに兵を上陸させた。